# Luigi Novarini
Luigi Novarini (Aloysius Novarinus en latin, né à Vérone en 1594 et mort le 14 janvier 1650) est un écrivain italien.

## Biographie
Luigi Novarini, théatin, est né Vérone en 1594. En plus des langues classiques, il acquiert une bonne connaissance de l'hébreu et du syriaque, qu'il met à profit dans ses études de théologie. Ayant fait profession le 26 janvier 1614, il devient supérieur de la maison de S. Nicola de Vérone, et prend part en cette qualité au chapitre général de Rome en 1636, puis à celui de 1647. Ami d'Urbain VIII, il est nommé consulteur du Saint Office. Il meurt le 14 janvier 1650, laissant derrière lui une grande œuvre littéraire et scientifique, dont il envoya la liste complète à Gabriel Naudé.

## Principales œuvres de Luigi Novarini
- Luigi Novarini, Electa sacra, in quibus qua ex Latino, Graeco, Hebraico et Chaldaico fonte, qua ex antiquis Hebraeorum, Persarum, Graecorum, Romanorum aliarumque gentium ritibus quaedam divinae scripturae loca noviter explicantur et illustrantur (Venise, Lyon et Vérone, 1627- 1645, 5 vol. in-fol.)
- (la) Luigi Novarini, Schediasmata sacro-profana, Lugduni, sumptibus Laurentii Durand, 1635 (lire en ligne)
- (la) Luigi Novarini, Variorum opusculorum, vol. 1, Veronae, typis Bartholomaei Merli, 1645 (lire en ligne)
- (la) Luigi Novarini, Variorum opusculorum, vol. 2, Veronae, typis Rubeanis, 1647 (lire en ligne)
- (la) Luigi Novarini, Variorum opusculorum, vol. 3, Veronae, typis Rubeanis, 1649 (lire en ligne)